# Vårpälsbi
Vårpälsbi (Anthophora plumipes) är en art i insektsordningen steklar som tillhör överfamiljen bin och släktet pälsbin. Inga underarter finns listade i Catalogue of Life.

## Beskrivning
Vårpälsbiet är ett kompakt byggt bi med en kroppslängd på 14 till 16 millimeter. Som andra pälsbin är det försett med en framträdande och tät behåring. Färgteckningen är mycket variabel. Hanen och honan kan skiljas åt genom att honans mellankropp är mörkare än hanens, som är mer ljusbrun. Det förekommer även nästan helt svarta honor. Behåringen på bakbenens skenben är också ljusare hos honan. Hanen har en gul ansiktsmask som täcker den nedre delen, inklusive clypeus (munsköld) och överläpp. På de mellersta benparets fötter har han tunna, glesa, men mycket långa hår.

## Utbredning
Detta bi förekommer i mellersta och södra Europa, västerut till Irland och norrut till Sverige. Utanför Europa förekommer det i Nordafrika och delar av Asien österut till Stilla havskusten. Lyckade försök att inplantera arten på USA:s östkust har gjorts på 1980- och 1990-talen. Arten har observerats i Maryland (2002) och Washington, D.C. (2007).
Från Sverige finns ett fynd från 1938 i Skanör, efter vilket inga mer fynd under en lång tid kunde beläggas och arten rödlistades som försvunnen från landet. 2005 observerades dock en hona söder om Landskrona och 2006 kunde detta fynd genom eftersök beläggas. I 2010 års rödlista var arten upptagen som starkt hotad; sedan dess har arten emellertid spritt sig, framför allt i Skåne, men 2013 gjordes även ett fynd i Närke. 2015 har arten därför klassats som livskraftig. I Finland har den bara påträffats en gång, år 1954 då en hona påträffades i sydvästra delarna av landet.

## Ekologi
Vårpälsbiet söker föda i lövskog, åkerrenar, parker och trädgårdar. Arten är ett solitärt, det vill säga icke samhällsbildande bi vars bo emellertid kan förläggas ganska långt från födosöksplatserna, som i skyddade lägen i flod- och erosionsbranter med lera eller tätt packad sand, vägrenar eller sand-, ler- och grustag. Även i äldre murar med kalkbruk eller dåligt underhållna husväggar av obränd lersten av äldre modell har bon påträffats. De består av en utgrävd gång med en diameter på cirka 10 millimeter, försedd med celler. Honan kan också använda ett tidigare, redan befintligt gångsystem som anpassas till rätt storlek.
Flygtiden varar vanligtvis från mars till slutet av maj, men arten kan börja flyga så tidigt som i februari, och göra så ända tills tidigt i juli. Hanarna börjar flyga först, omkring två veckor tidigare än honorna.. Honan förser innan äggläggningen varje äggcell med ett förråd av pollen och nektar, som samlas från tidigt blommande örter med rörformiga blommor, bland annat plister, lungört, nunneört och gullviva.
I varje äggcell läggs endast ett ägg och förrådet av nektar och pollen utgör föda för larven. Avkomman övervintrar i larvboet som fullbildad insekt.
Boparasit till vårpälsbiet är fläcksorgbiet (Melecta albifrons) och oljebaggen Sitaris muralis som äter upp larven eller ägget och sedan lever på det insamlade matförrådet. Det förekommer också att larven av gallglansstekeln Monodontomerus obsoletus lever som en parasitoid på bilarven.

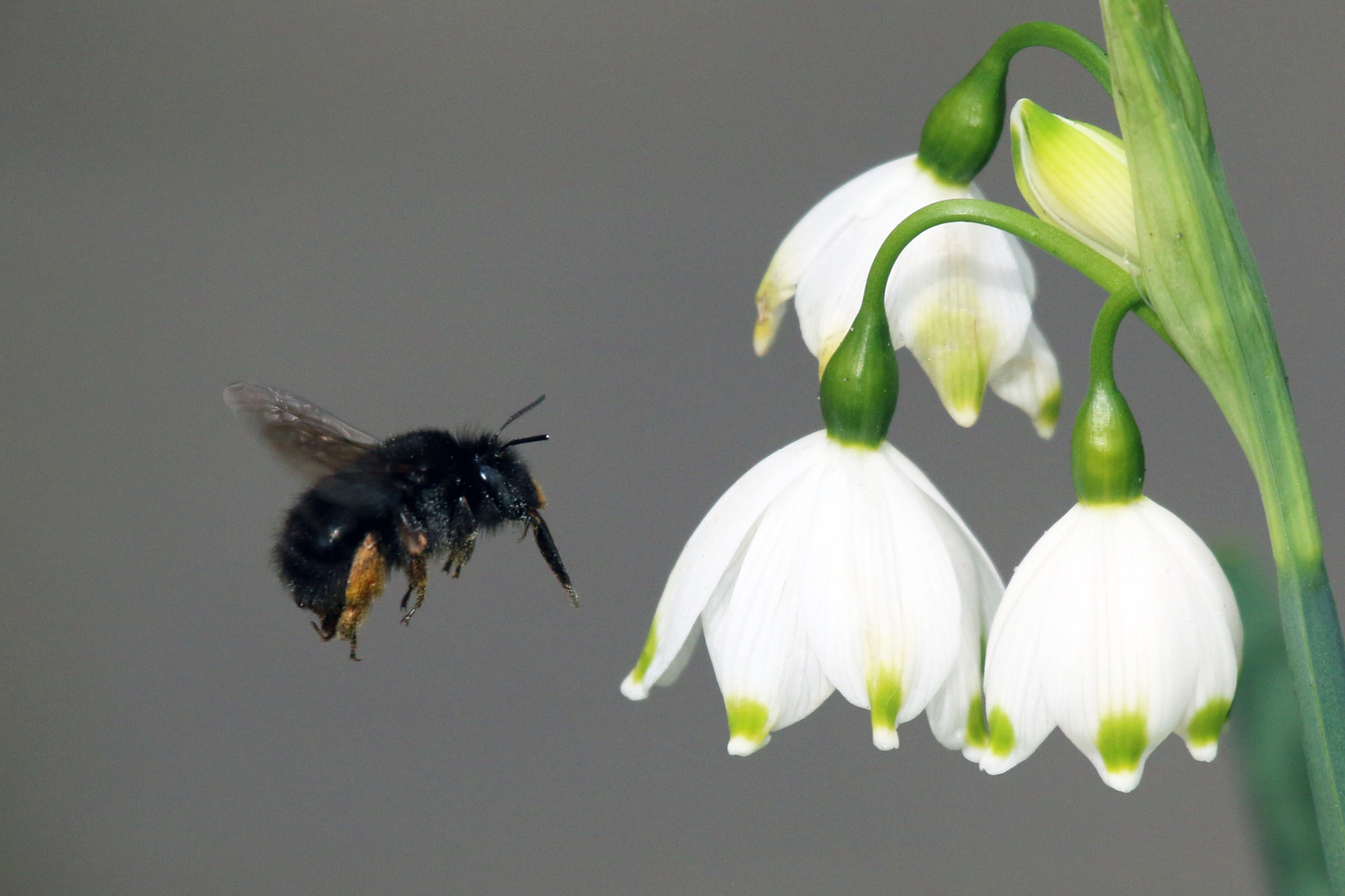
Vårpälsbi på snöklocka.